# Paulo Camelo
Paulo Camelo de Andrade Almeida (Recife, 22 de dezembro de 1947) é um poeta brasileiro. Médico aposentado pela UFPE, atua na literatura pernambucana, com livros publicados nas áreas de poesia, contos, arte poética e referência. Escreve desde a adolescência.
Na área da poesia, tem sua contribuição literária marcada majoritariamente por sonetos, sendo autor de coroas de sonetos, desenvolvendo-se na criação de coroa de coroas de sonetos.

## Carreira
Paulo Camelo de Andrade Almeida formou-se médico em 1971 pela UFPE e completou Mestrado em Microbiologia e Imunologia pela Escola Paulista de Medicina, em 1974, com dissertação intitulada "Contribuição ao estudo da Salmonella typhimurium fermentadora de lactose". Também completou uma especialização em Administração de Serviços de Saúde, pela UFPE/INAD, em 1979..
Foi médico no Hospital das Clínicas da Universidade Federal de Pernambuco, exercendo atividade no Laboratório de análises, como microbiologista, e depois no Serviço de Arquivo Médico e no Setor de Faturamento.
Foi consultor em Faturamento Hospitalar no Hospital das Clínicas da UFPE e médico auditor do Hospital Metropolitano Dom Hélder Câmara, no Cabo de Santo Agostinho - PE.

## Atividade literária

### Participação em entidades literárias
- É membro titular da Sociedade Brasileira de Médicos Escritores.[8][9][1][nota 4]
  - Foi presidente da Regional Pernambuco no biênio 2008-2009[12]
  - Foi, em outros mandatos, tesoureiro, secretário e vice-presidente
  - Presidente do XXIX Congresso da Sobrames / XII Congresso da Umeal, em 2024[13][14]
- É membro nato da União de Médicos Escritores e Artistas Lusófonos.[nota 5][15]
- É membro titular da Academia de Letras e Artes do Nordeste - Cadeira 12.
- É membro titular da Academia Brasileira de Médicos Escritores - Cadeira 40.[16]
- É membro titular da Academia Recifense de Letras[17] - Cadeira 8.
- É membro correspondente da Academia Tupãense de Letras, Ciências e Artes - ATLECA.[18]

### Livros solo
- 1987 - Antes da aurora - Poemas - poemas[20][21]
- 1992 - Contrastes - Coroa de sonetos - coroa de sonetos[22]
- 1994 - E eu só queria votar…[nota 6] - Cordel (Martelo agalopado), ISBN 85-7240-012-5
- 1995 - Eu amante louco - poemas[25][26]
- 2002 - Coroas de uma coroa - Coroas de sonetos[nota 7], ISBN 979857409335-1[28]
- 2003 - Coroa de sonetos da Via Sacra - Coroa de sonetos[29]
- 2003 - Pequeno glossário etimológico médico - Dicionário, etimologia, ISBN 978-65-00-14523-6 (4ª ed., 2020)
- 2004 - Glosas, sonetos e outros poemas - poemas ISBN 978859042621-9
- 2004 - O ritmo no poema - Teoria literária: arte poética - ISBN 978859042622-6
- 2007 - Sopotocas [nota 8] - Contos - ISBN 978859042623-3[30]
- 2007 - A história do gringo e do vendedor de bode - Cordel - ISBN 978859042624-0
- 2009 - Inibido canto - poemas - ISBN 978859042626-4
- 2009 - Trovas - trovas - ISBN 978859042627-1
- 2012 - Quem eras tu? - Romance biográfico, ISBN 978859042628-8
- 2014 - Dicionário do falar pernambucano - Dicionário[31] [nota 9] - ISBN 978859042629-5
- 2016 - Filigranas - Sonetos - ISBN 978858394036-4
- 2016 - Salmos em Sonetos - Sonetos [nota 10][7][33][34] - ISBN 978858394041-8
- 2017 - Trabalha, Adão - Cordel[35] - ISBN 978859235650-7
- 2017 - Foi numa segunda-feira - Poema autobiográfico - ISBN 978859235651-4
- 2019 - Mote migrante - Poemas em Mote e glosa - ISBN 978859235653-8
- 2020 - Mulheres, mulheres - Coroas de outra coroa - coroas de sonetos[nota 11],[37] ISBN 978-85-923565-4-5
- 2020 - Memória a céu aberto - Referência, biografias - ISBN 978-65-00-04654-0
- 2021 - Outros sonetos - Sonetos - ISBN 978-65-00-18755-7
- 2022 - Efemérides Sobrames-PE - Efemérides - ISBN 978-65-00-50871-0
- 2023 - Poemas desgarrados - Poemas - ISBN 978-65-00-74977-9
- 2024 - Via Crucis - Coroas de uma coroa de sonetos - Coroas de sonetos - ISBN 978-65-01-10666-3[38]

### Livros em coautoria
- 2003 - Coroas de sonetos a quatro mãos - Coroas de sonetos [nota 12]
- 2009 - Tresafio - Mote e glosa[nota 13] - ISBN 978859042625-7

### Organização
- 2002 - Seleção de poetas notívagos 2001. São Paulo: Site da Magriça - co-organizador - ISBN 978-85-7372-725-8[nota 14]
- 2016 - Sobrames - 13 anos de editoriais. Recife: Sobrames-PE - organizador - ISBN 978-85-88418-02-8
- 2021 - Turma Manoel Buffone Pires - Jubileu de Ouro 1971-2021. Recife: Paulo Camelo - organizador - ISBN 978-65-00-30684-2[nota 15]
- 2024 - Anais XXIX Congresso da SOBRAMES e XII Congresso da UMEAL - Recife:Ed. do org., 2024 - ISBN 978-65-01-13758-2

### Participação em coletâneas
- 2001 - Presença poética na Sobrames de Pernambuco[40]
- 2004 - Poetas no Século XXI[41]
- 2009 - Guia de autores contemporâneos – Galeria Brasil 2009. São Paulo: Celeiro de Escritores
- 2010 - Paisagens da Memória. Recife: Novo Horizonte
- 2010 - 100 sonetos pernambucanos. Olinda: Babecco[42]
- 2012 - Coletânea de excelência. Belo Horizonte: Sografe
- 2013 - Os 50 melhores sonetos – 7º Festival de Sonetos Chave de Ouro[43]
- 2018 - A Pizza literária - décima quinta fornada. São Paulo: Rumo Editorial[44]
- 2019 - As cartas que não escrevi[45] - ISBN 978-85-89852-75-8
- 2020 - O Eikosameron - Recife: Paulo Camelo - ISBN 978-65-00-01931-5[46][nota 15]
- 2020 - I Encontro Virtual da UMEAL[47]
- 2022 - Miríades - Antologia poética[48]
- 2023 - A voz do silêncio[49]

## Prêmios
- 1993 - Prêmio Lourival Batista de Literatura de cordel, no Concurso Literário Estado de Pernambuco, edição 1992, para o livro E eu só queria votar....[50][24]
- 2007 - Menção Honrosa no Prêmio Edmir Domingues, da Academia Pernambucana de Letras, para o livro Coroas de uma coroa;
- 2015 - Prêmio Waldemar Lopes, de sonetos, da Academia Pernambucana de Letras, pelo livro Salmos em Sonetos.[7][33][51]
- 2016 - Menção honrosa no Prêmio Antônio de Brito Alves, da Academia Pernambucana de Letras, com o livro Dicionário do falar pernambucano.[52][53][54]
- 2019 - Menção honrosa no Prêmio Edmir Domingues, da Academia Pernambucana de Letras, com o livro inédito Mulheres, mulheres - Coroas de outra coroa.[36]